# Barraca de limonada

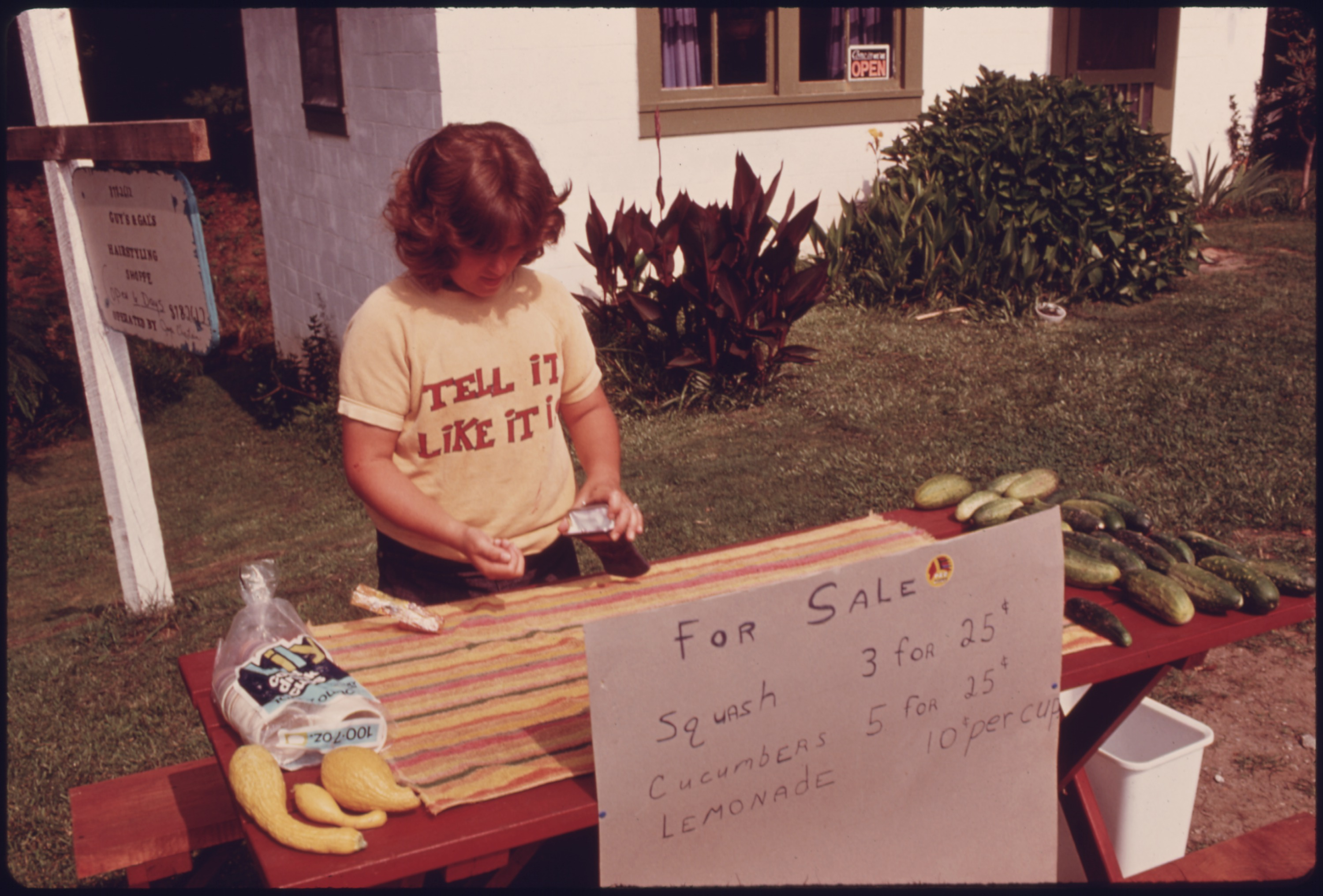
Uma barraca de limonada na beira da estrada na Geórgia, EUA, em 1975, também vendendo abóbora e pepino.

Uma barraca de limonada é um negócio que é comumente administrado por uma ou mais crianças para vender limonada. O conceito se tornou icônico da cultura americana jovem durante o verão, a ponto de paródias e variações do conceito existirem em diversas mídias. O termo também pode ser usado para se referir a barracas que vendem bebidas semelhantes, como chá gelado. Isso normalmente ocorre na temporada de verão.
A barraca pode ser uma mesa dobrável, enquanto a versão arquetípica é feita sob medida com madeira compensada ou caixas de papelão. Uma placa de papel na frente normalmente anuncia a barraca de limonada.

## Benefícios educacionais

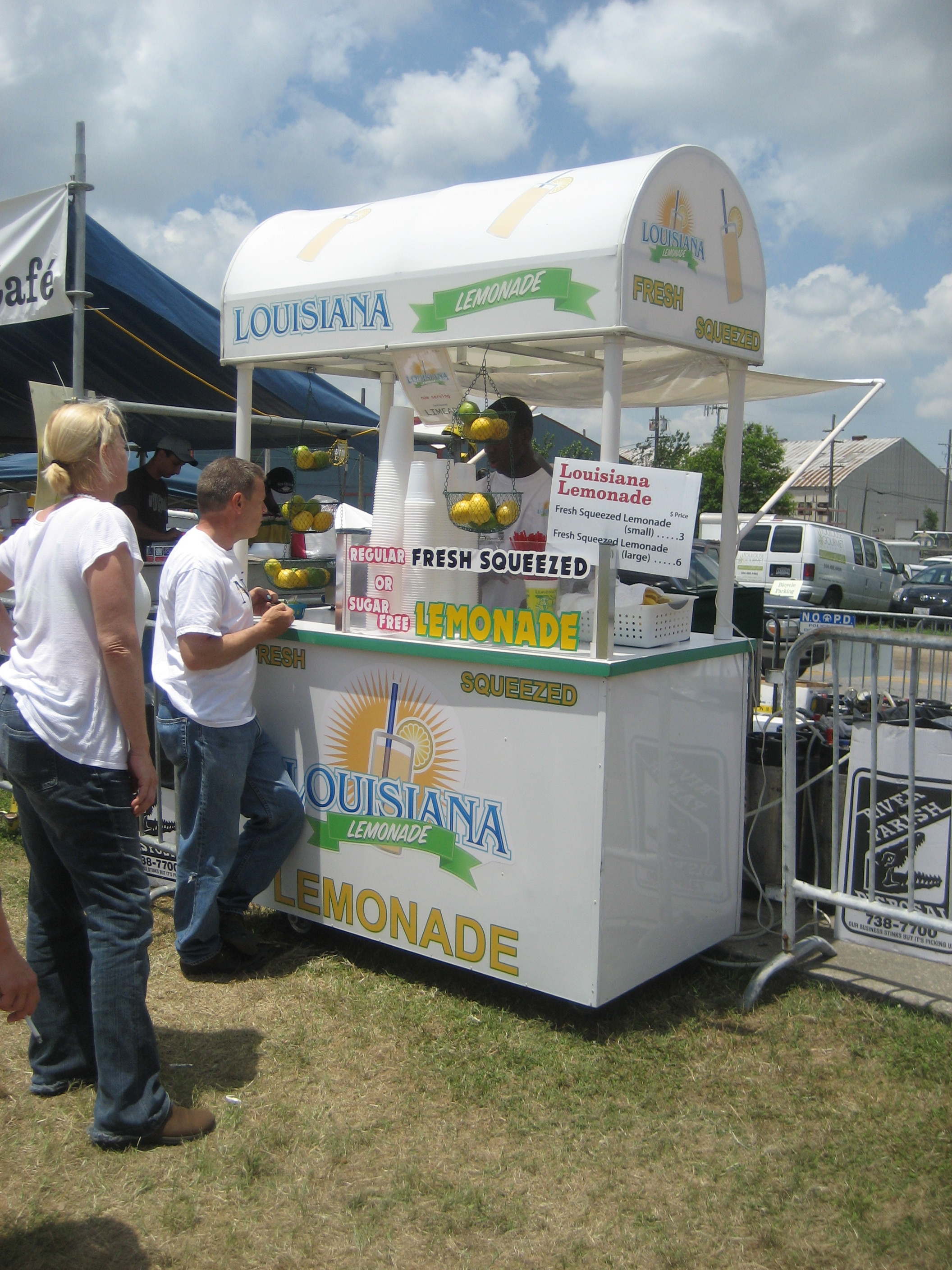
Um vendedor profissional em Nova Orleans.

As barracas de limonada são frequentemente vistas como uma forma de as crianças experimentarem negócios em tenra idade. As ideias de lucro, liberdade econômica e trabalho em equipe são frequentemente atribuídas a características que as barracas de limonada podem incutir. No entanto, diferentemente de um negócio real, elas se beneficiam de mão de obra e aluguel gratuitos e podem ter falta de despesas.

## Legalidade
Em algumas áreas, as barracas de limonada geralmente violam tecnicamente diversas leis, incluindo operação sem licença comercial e/ou autorização, falta de adesão aos códigos de saúde e, às vezes, leis de trabalho infantil. As barracas de limonada são conhecidas por espalhar doenças devido ao saneamento precário, incluindo um caso de 1941 em Chicago, onde 12 pessoas foram infectadas com o vírus da poliomielite, cinco das quais ficaram paralisadas, na barraca de limonada de uma criança.
A aplicação dessas leis para operações de barracas de limonada é extremamente rara, mas é conhecida por ocorrer, geralmente com protestos públicos. Em junho de 2015, a polícia em Overton, Texas, disse às crianças que administravam uma barraca de limonada que elas precisariam solicitar uma licença e consultar o departamento de saúde antes de vender alimentos perecíveis.
Em 2018, a Country Time criou a Legal-Ade, que paga até US$ 300 das taxas legais para barracas de limonada multadas em 2017 ou 2018, ou para licenças de 2018.
A Legislatura de Nova York aprovou um projeto de lei em 2019 que, se aprovado, tornará explicitamente as barracas de limonada operadas por menores legais e isentas da maioria das regulamentações. A partir daquele verão, quatorze estados dos EUA permitiram explicitamente a operação de uma barraca de limonada sem licença.

## Na literatura
O enredo do romance infantil de 2007 The Lemonade War é centrado na rivalidade entre dois irmãos, onde eles competem entre si para abrir um negócio de barraca de limonada mais bem-sucedido.